# Dealu Mare (okręg Vaslui)
Dealu Mare – wieś w Rumunii, w okręgu Vaslui, w gminie Zorleni. W 2011 roku liczyła 249 mieszkańców.